# Saukkolampi
Saukkolampi är en sjö i Finland. Den ligger i kommunen Perho i landskapet Mellersta Österbotten, i den centrala delen av landet, 300 km norr om huvudstaden Helsingfors. Saukkolampi ligger 182 meter över havet. Arean är 17,9 hektar och strandlinjen är 2,37 kilometer lång. Sjön  ingår i Kymmene älvs huvudavrinningsområde.   Den ligger vid sjön Heinuanjärvi. I omgivningarna runt Saukkolampi växer i huvudsak blandskog.